# Babacar Gueye
Babacar M'Baye Gueye (Dakar, 2 de março de 1986) é um futebolista senegalês que defendeu o Metz entre 2003 e 2009. Também atuou no Sedan.

## Carreira
Gueye integrou o elenco da Seleção Senegalesa de Futebol no Campeonato Africano das Nações de 2008.